# Zubovskya
Zubovskya is een geslacht van rechtvleugeligen uit de familie veldsprinkhanen (Acrididae). De wetenschappelijke naam van dit geslacht is voor het eerst geldig gepubliceerd in 1932 door Dovnar-Zapolskij.

## Soorten
Het geslacht Zubovskya omvat de volgende soorten:
- Zubovskya dolichocercata Huang, 1987
- Zubovskya koeppeni Zubovski, 1900
- Zubovskya mongolica Storozhenko, 1986
- Zubovskya morii Bey-Bienko, 1931